# الأنصار

شجرة أنساب الأنصار وتظهر فيها أسماء لمشاهير رجال ونساء الأنصار

الأنصار في التاريخ الإسلامي هم أهل يثرب (المدينة المنورة) الذين ناصروا رسول الله في الإسلام محمد بن عبد الله. وهم ينتمون إلى قبائل الأوس والخزرج، و قبل الإسلام كانت بين الأوس والخزرج حروب طوال قاسية كان آخرها يوم بعاث قبل الهجرة النبوية.

## نسب الأوس والخزرج
- الأوس: هم بنو الأوس بن حارثة بن ثعلبة بن عمرو بن عامر بن حارثة بن ثعلبة بن مازن بن الأزد.[2][3]
- الخزرج: هم بنو الخزرج بن حارثة بن ثعلبة بن عمرو بن عامر بن حارثة بن ثعلبة بن مازن بن الأزد.[2][3][4]
- ويقال لهم بنو قيلة نسبة لأمهم وهي: قيلة بنت الأرقم بن عمرو بن جفنة بن عمرو بن عامر بن ماء السماء بن حارثة بن امرئ القيس بن ثعلبة بن مازن بن الأزد، وقيل: قيلة بنت كاهل بن عذرة بن سعد هذيم بن زيد بن ليث بن سود بن أسلم بن إلحاف بن قضاعة.

### بطون الخزرج

شجرة نسب بطون قبيلة الخزرج

### بطون الأوس

شجرة نسب بطون قبيلة الأوس

## الخزرج

### من أعلامهم[5]
- سعد بن عبادة، سيد القوم[6]
- أسعد بن زرارة
- عبد الله بن رواحة
- أبو أيوب الأنصاري[7]
- أبي بن كعب
- زيد بن ثابت[8]
- حسان بن ثابت
- جابر بن عبد الله بن عمرو بن حرام[7]
- عمرو بن الجموح
- سعد بن الربيع
- البراء بن عازب
- عبادة بن الصامت
- أبو سعيد الخدري
- زيد بن أرقم
- أبو دجانة
- أبو الدرداء الأنصاري
- الحباب بن المنذر[6]
- أنس بن النضر
- أبو مسعود البدري[9]
- أنس بن مالك[10]
- البراء بن مالك[10]
- سهل بن سعد[7]
- حبيب بن زيد بن عاصم
- تميم بن زيد
- صرمة بن أبي أنس
- خارجة بن زيد بن أبي زهير

- نسيبة بنت كعب، والدة حبيب بن زيد
- رفيدة الأسلمية[11]

## الأوس

### من أعلامهم[12]
- عباد بن بشر
- المنذر بن محمد الأنصاري
- أبو الضياح بن ثابت
- سعد بن معاذ، سيد القوم[13]
- بشير بن سعد بن ثعلبة[6]
- معاذ بن جبل
- محمد بن مسلمة
- خزيمة بن ثابت[14][15]
- سالم بن عمير
- عاصم بن ثابت[16]
- خبيب بن عدي
- عثمان بن حنيف[17]
- حنظلة بن أبي عامر
- عمير بن سعد
- نصر بن الحارث
- أبو الهيثم بن التيهان

## فضلهم في الإسلام

### في القرآن
أثنى الله تعالى على الأنصار فقال: ﴿وَالَّذِينَ تَبَوَّءُوا الدَّارَ وَالْإِيمَانَ مِنْ قَبْلِهِمْ يُحِبُّونَ مَنْ هَاجَرَ إِلَيْهِمْ وَلَا يَجِدُونَ فِي صُدُورِهِمْ حَاجَةً مِمَّا أُوتُوا وَيُؤْثِرُونَ عَلَى أَنْفُسِهِمْ وَلَوْ كَانَ بِهِمْ خَصَاصَةٌ وَمَنْ يُوقَ شُحَّ نَفْسِهِ فَأُولَئِكَ هُمُ الْمُفْلِحُونَ ۝٩﴾ [الحشر:9].
ومن الآيات التي أثنى الله على الأنصار فيها:
- ﴿وَالسَّابِقُونَ الْأَوَّلُونَ مِنَ الْمُهَاجِرِينَ وَالْأَنْصَارِ وَالَّذِينَ اتَّبَعُوهُمْ بِإِحْسَانٍ رَضِيَ اللَّهُ عَنْهُمْ وَرَضُوا عَنْهُ وَأَعَدَّ لَهُمْ جَنَّاتٍ تَجْرِي تَحْتَهَا الْأَنْهَارُ خَالِدِينَ فِيهَا أَبَدًا ذَلِكَ الْفَوْزُ الْعَظِيمُ ۝١٠٠﴾ [التوبة:100].
- ﴿لَقَدْ تَابَ اللَّهُ عَلَى النَّبِيِّ وَالْمُهَاجِرِينَ وَالْأَنْصَارِ الَّذِينَ اتَّبَعُوهُ فِي سَاعَةِ الْعُسْرَةِ مِنْ بَعْدِ مَا كَادَ يَزِيغُ قُلُوبُ فَرِيقٍ مِنْهُمْ ثُمَّ تَابَ عَلَيْهِمْ إِنَّهُ بِهِمْ رَءُوفٌ رَحِيمٌ ۝١١٧﴾ [التوبة:117].

### في الحديث النبوي
- «آيَةُ الإيمانِ حُبُّ الأنْصارِ، وآيَةُ النِّفاقِ بُغْضُ الأنْصارِ» صحيح البخاري.[18]
- «الأنْصارُ لا يُحِبُّهُمْ إلَّا مُؤْمِنٌ، ولا يُبْغِضُهُمْ إلَّا مُنافِقٌ، فمَن أحَبَّهُمْ أحَبَّهُ اللَّهُ، ومَن أبْغَضَهُمْ أبْغَضَهُ اللَّهُ» صحيح البخاري.[19]
- «إنَّ الأنْصارَ كَرِشِي وعَيْبَتِي، وإنَّ النَّاسَ سَيَكْثُرُونَ ويَقِلُّونَ، فاقْبَلُوا مِن مُحْسِنِهِمْ واعْفُوا عن مُسِيئِهِمْ» صحيح البخاري.[20]
- «.... يا مَعْشَرَ الأنْصَارِ، أَما تَرْضَوْنَ أَنْ يَذْهَبَ النَّاسُ بالدُّنْيَا وَتَذْهَبُونَ بمُحَمَّدٍ تَحُوزُونَهُ إلى بُيُوتِكُمْ؟ قالوا: بَلَى، يا رَسولَ اللهِ، رَضِينَا، قالَ: فَقالَ: لو سَلَكَ النَّاسُ وَادِيًا، وَسَلَكَتِ الأنْصَارُ شِعْبًا، لأَخَذْتُ شِعْبَ الأنْصَارِ» صحيح البخاري.[21]
- «.... ألَا تَرضَوْنَ يا مَعشَرَ الأنصارِ أن يَذهَبَ الناسُ بالشاءِ والبعيرِ، وتَرجِعون برسولِ اللهِ إلى رحالِكم؟! فوالذي نفسُ محمَّدٍ بيدِهِ، لَمَا تنقلِبون به خيرٌ ممَّا ينقلِبون به، ولولا الهجرةُ لكنتُ امرأً مِن الأنصارِ، ولو سلَك الناسُ شِعْبًا وواديًا، وسلَكتِ الأنصارُ شِعْبًا وواديًا، لسلَكْتُ شِعْبَ الأنصارِ وواديَها، الأنصارُ شِعارٌ، والناسُ دِثارٌ، اللهمَّ ارحَمِ الأنصارَ، وأبناءَ الأنصارِ، وأبناءَ أبناءِ الأنصارِ، قال: فبكى القومُ حتى أخضَلُوا لِحاهم، وقالوا: رَضِينا برسولِ اللهِ - صلَّى اللهُ عليه وسلَّمَ - قِسْمًا وحظًّا، ثم انصرَف رسولُ اللهِ - صلَّى اللهُ عليه وسلَّمَ - وتفرَّقوا» صححه الأرناؤوط.[22]
- «أنَّ النبيَّ صَلَّى اللَّهُ عليه وسلَّمَ، رَأَى صِبْيَانًا وَنِسَاءً مُقْبِلِينَ مِن عُرْسٍ، فَقَامَ نَبِيُّ اللهِ صَلَّى اللَّهُ عليه وسلَّمَ مُمْثِلًا، فَقالَ: اللَّهُمَّ أَنْتُمْ مِن أَحَبِّ النَّاسِ إلَيَّ، اللَّهُمَّ أَنْتُمْ مِن أَحَبِّ النَّاسِ إلَيَّ يَعْنِي الأنْصَارَ» صحيح مسلم.[23]
- «كَانَتِ الأنْصَارُ يَومَ الخَنْدَقِ تَقُولُ: نَحْنُ الَّذِينَ بَايَعُوا مُحَمَّدَا... علَى الجِهَادِ ما حَيِينَا أبَدَا، فأجَابَهُمُ النبيُّ صَلَّى اللهُ عليه وسلَّمَ فَقالَ: اللَّهُمَّ لا عَيْشَ إلَّا عَيْشُ الآخِرَهْ... فأكْرِمِ الأنْصَارَ، والمُهَاجِرَهْ» صحيح البخاري.[24]
- «قُلتُ لأنَسٍ: أرَأَيْتَ اسْمَ الأنْصَارِ، كُنْتُمْ تُسَمَّوْنَ به، أمْ سَمَّاكُمُ اللَّهُ؟ قالَ: بَلْ سَمَّانَا اللَّهُ عزَّ وجلَّ، كُنَّا نَدْخُلُ علَى أنَسٍ، فيُحَدِّثُنَا بمَنَاقِبِ الأنْصَارِ، ومَشَاهِدِهِمْ، ويُقْبِلُ عَلَيَّ، أوْ علَى رَجُلٍ مِنَ الأزْدِ، فيَقولُ: فَعَلَ قَوْمُكَ يَومَ كَذَا وكَذَا كَذَا وكَذَا» صحيح البخاري.[25]
- «خَرَجَ رَسولُ اللَّهِ صَلَّى اللهُ عليه وسلَّمَ في مَرَضِهِ الذي مَاتَ فِيهِ، بمِلْحَفَةٍ قدْ عَصَّبَ بعِصَابَةٍ دَسْمَاءَ، حتَّى جَلَسَ علَى المِنْبَرِ، فَحَمِدَ اللَّهَ وأَثْنَى عليه، ثُمَّ قالَ: أمَّا بَعْدُ، فإنَّ النَّاسَ يَكْثُرُونَ ويَقِلُّ الأنْصَارُ، حتَّى يَكونُوا في النَّاسِ بمَنْزِلَةِ المِلْحِ في الطَّعَامِ، فمَن ولِيَ مِنكُم شيئًا يَضُرُّ فيه قَوْمًا ويَنْفَعُ فيه آخَرِينَ، فَلْيَقْبَلْ مِن مُحْسِنِهِمْ ويَتَجَاوَزْ عن مُسِيئِهِمْ فَكانَ آخِرَ مَجْلِسٍ جَلَسَ به النبيُّ صَلَّى اللهُ عليه وسلَّمَ» صحيح البخاري.[26]